# Mehmetalanı, Edremit
Mehmetalan là một xã thuộc huyện Edremit, tỉnh Balıkesir, Thổ Nhĩ Kỳ. Dân số thời điểm năm 2010 là 492 người.